# Ludwig Beck
‎
Ludwig August Theodor Beck, nemški general, * 29. junij 1880, Biebrich, † 21. julij 1944, Berlin.

## Napredovanja
- Fähnrich (8. oktober 1898)
- poročnik (18. avgust 1899)
- nadporočnik (17. september 1909)
- stotnik (1. oktober 1913)
- major (18. april 1918)
- podpolkovnik (15. april 1923)
- polkovnik (1. november 1927)
- generalmajor (1. februar 1931)
- generalporočnik (1. december 1932)
- general artilerije (1. oktober 1935)
- nazivni generalpolkovnik (1. november 1938)

## Odlikovanja
- RK des Kgl. Preuss. Hausordens von Hohenzollern mit Schwertern: 17.07.1917
- 1914 železni križec I. razreda
- 1914 železni križec II. razreda
- Kgl. Preuss. Kronen-Orden IV. Klasse
- Ritterkreuz I. Klasse des Kgl. Sächs. Albrechts-Ordens mit Schwertern
- Ritterkreuz I. Klasse des Kgl. Württembg. Friedrichs-Ordens mit Schwertern
- Hamburgisches Hanseatenkreuz
- Grossherzoglich Oldenburgisches Friedrich August-Kreuz II. Klasse
- Grossherzoglich Oldenburgisches Friedrich August-Kreuz I. Klasse
- Bremisches Hanseatenkreuz
- Schaumburg-Lippisches Kreuz für treue Dienste 1914
- turški železni polmesec
- Kgl. Preuss. Dienstauszeichnungskreuz
- Ehrenkreuz für Frontkämpfer
- Wehrmacht-Dienstauszeichnung IV. bis I. Klasse